# خوان أكوستا (لاعب كرة قدم)
خوان أكوستا (بالإسبانية: Juan Acosta)‏ هو لاعب كرة قدم أوروغواياني، ولد في 11 نوفمبر 1993 في روجا، أوروغواي ‏ في الأوروغواي.

## وصلات خارجية
- خوان أكوستا على موقع قاعدة بيانات كرة القدم.إي يو (الإنجليزية)
- خوان أكوستا على موقع Soccerway.com (الإنجليزية)